# Universitatea „Louis Pasteur” din Strasbourg
Universitatea Louis Pasteur (în franceză Université Louis-Pasteur), denumită și Strasbourg I sau ULP a fost o universitate din Strasbourg, Alsacia, Franța. La 15 ianuarie 2007, avea 18.847 de studenți înscriși, inclusiv circa 3.000 de studenți străini. Activitatea didactică și de cercetare de la ULP se concentrează pe științele naturale, tehnologie și medicină. La 1 ianuarie 2009, Universitatea Louis Pasteur a fost desființată ca instituție independentă, structura ei fiind integrată în Universitatea din Strasbourg, reînființată.
Conform Clasificării Academice a Universităților, în perioada când era universitate independentă, ULP era o universitate de top 100 (locul 96 în 2006).
Universitatea a fost membră a LERU (Liga Europeană a Universităților de Cercetare). Era denumită după celebrul om de știință francez Louis Pasteur.
1. ↑   https://www.legifrance.gouv.fr/jorf/id/JORFTEXT000019341825 Lipsește sau este vid: |title= (ajutor)